# Jorge Troiteiro Carrasco
Jorge Troiteiro Carrasco (nascut el 9 d'abril de 1984) és un futbolista professional castellanomanxec que juga al CD Calamonte com a migcampista ofensiu.

## Carrera futbolística
Nascut a Almansa, Albacete, Castella-la Manxa, del seu company de futbol Luis, Troiteiro va emigrar als dos mesos a Mèrida, Extremadura. En representació del CP Mérida, va cridar l'atenció del FC Barcelona als 12 anys i va assistir durant cinc anys a l'acadèmia de La Masia, on va dormir amb el company manxec Andrés Iniesta.
Tenint ja una clàusula de rescissió de 350 milions de pessetes, Troiteiro va marxar de Barcelona per l'Atlètic de Madrid, debutant en el sènior en un parell de partits amb l'equip C d'aquest últim a Tercera Divisió. Al final dels seus 18 mesos, va tornar a la seva casa d'adopció i es va incorporar a Mèrida UD el 2003. No va jugar mai més que Segona Divisió B, on va jugar 223 partits i va marcar 21 gols amb vuit clubs, patint quatre descensos, inclosos tres en temporades consecutives. A l'estranger, va jugar al Doxa Katokopias FC i a l'Enosis Neon Paralimni FC de Xipre; el primer va ser l'única sortida professional de la seva carrera, a la Primera Divisió 2012–13.